# Brabant-le-Roi
Brabant-le-Roi è un comune francese di 251 abitanti situato nel dipartimento della Mosa nella regione del Grand Est.

## Società

### Evoluzione demografica
Abitanti censiti